# 개벌카인드
개벌카인드(영어: Gavelkind [ˈɡævəlkaɪnd][*])는 잉글랜드 켄트 지역 특유의 토지보유권 제도로, 잉글랜드의 다른 지역과 웨일스, 아일랜드에서도 비슷한 제도가 발견된다. 개벌카인드는 테라 살리카와 비슷한 분할상속 제도로서, 아마 보다 고대의 게르만족 전통에서 비롯되었을 것이다. 그러나 "개벌카인드"라는 말 자체는 게일어로 "가족 정착"이라는 뜻의 고대 아일랜드어: Gabhaltas-cinne에서 비롯된 것으로 생각된다.
개벌카인드에서는 토지 소유자가 죽었을 때 그 아들들을 비롯한 상속권자들이 토지를 똑같이 나누어 균분상속한다.
개벌카인드는 고중세 이래로 꾸준히 이어지다가 1925년 토지행정법이 통과되면서 비로소 폐지되었다.